# 간다 고서점가

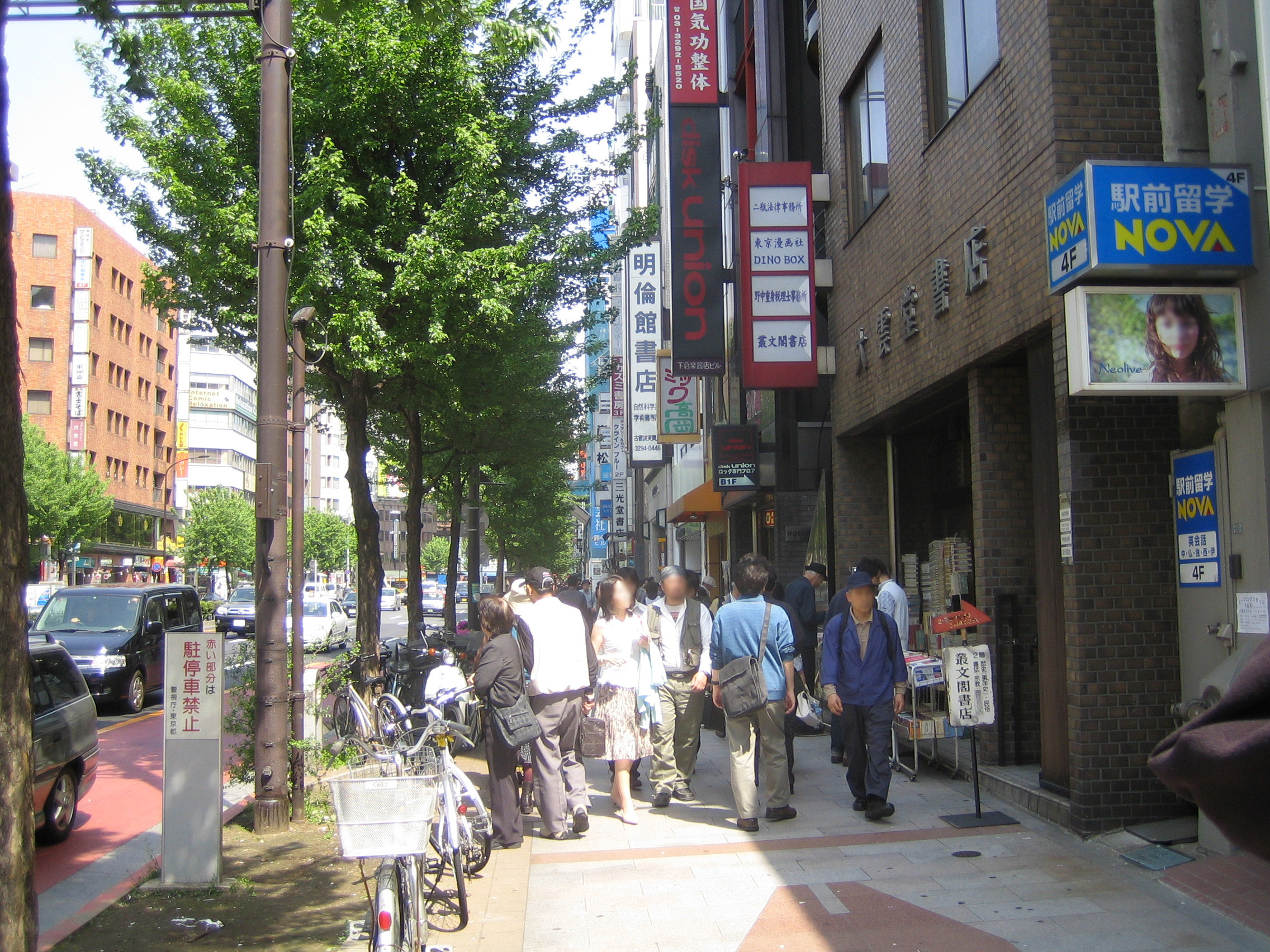
간다 고서점가

간다 고서점가(神田古書店街)는 일본 도쿄도 지요다구 간다 간다진보초에 있는 고서점가이다.
이 고서점가는 1880년대에 이 지역에 잇따라 설립된 메이지 대학, 주오 대학, 니혼 대학 등 법률학교 학생들을 대상으로 고서점을 포함한 법률 서적 서점이 잇달아 생긴 것이 시초로 알려져 있다. 그 후, 대학의 학부의 다양화에 따라 각 전문 서점이 늘어났다.